# سیف اسفرنگی
سیف اسفرنگی از شعرای قصیده سرای قرن ششم و هفتم هجری است و چنان‌که خود وی تصریح نموده در سال ۵۸۱ متولد شده. وی هشتاد و پنج سال عمر کرد و بنابراین در سال ۶۶۶ وفات یافت
وی از اهالی اسفرنگ از توابع سغد سمرقند بود، در خطهٔ خوارزم نشو و نما یافت و به انواع علوم آراسته شد وی شاعر دورهٔ خوارزمشاهی از عهد ایل ارسلان تا عهد سلطان محمد خوارزمشاه بود. از شاعران معاصر او می‌توان شمس خاله، ضیاالدین خجندی و مجیرالدین بیلقانی را نام برد. یکی از ممدوحان مهم او سلطان محمد خوارزمشاه بود. وی در بین شاعران و سخن سرایان اشعار زیادی در مورد شب یلدا سروده که در حال حاضر در دسترس نیست.